# مقصورة

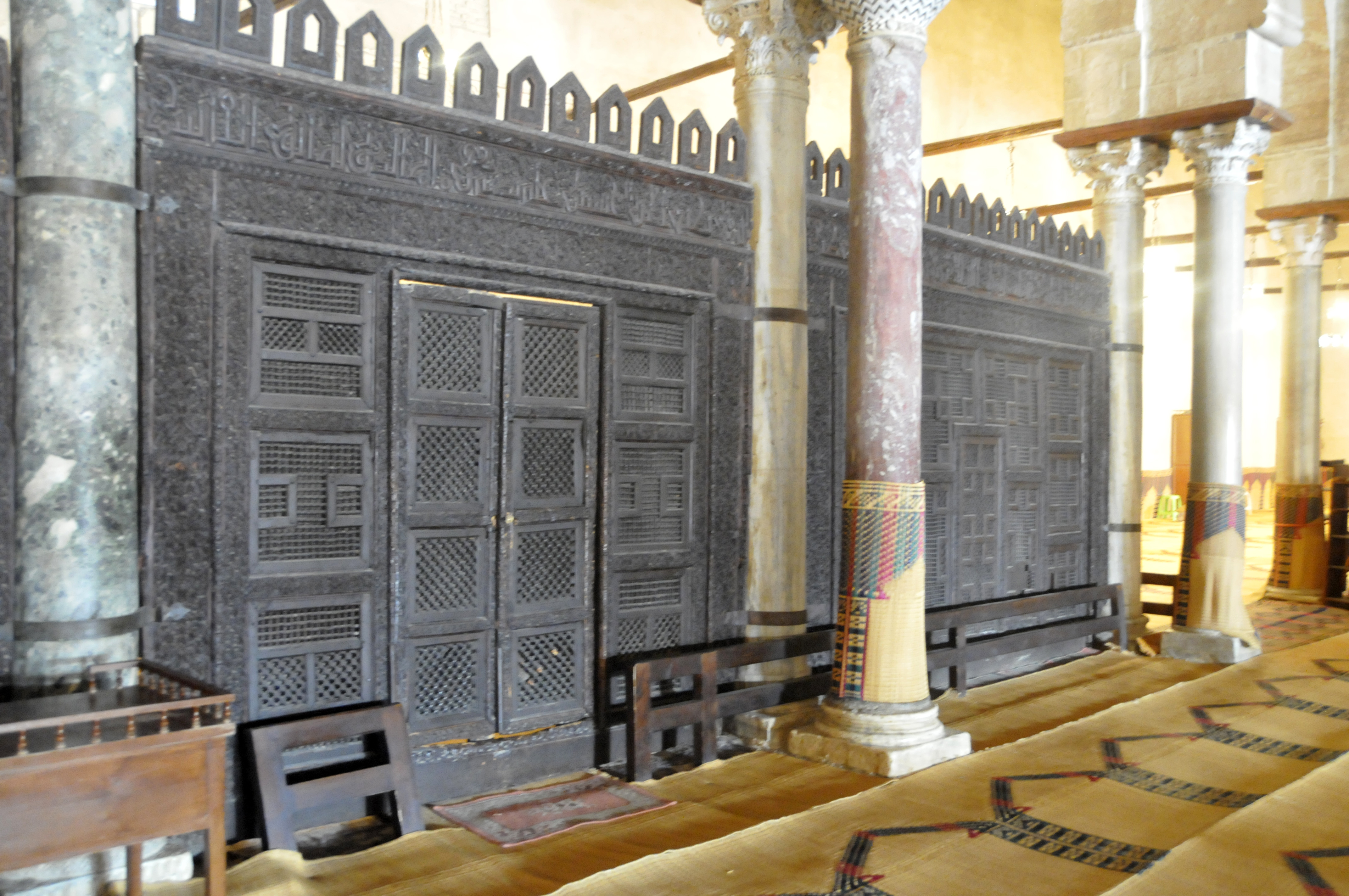
منظر لمقصورة جامع عقبة بن نافع، في القيروان، تونس.

المقصورة هي الشاشة التي تغلق منطقة المحراب والمنبر والتي استعملت في المساجد الأولى.

## تعريف
مصدر الشاشات هو حماية الخليفة من محاولات الاغتيال أثناء الصلاة. كما قد يكون هناك بعض دلالات روحية مماثلة لشاشة المذبح في الكنائس. وغالبا ما كانت شاشات خشبية مزينة بالمنحوتات المتشابكة مثل تلك للمشربية.